# Щусєв Олексій Вікторович
Олексі́й Ві́кторович Щу́сєв  (8 жовтня 1873, Кишинів, Бесарабська губернія, Російська імперія (нині — Молдова) — † 24 травня 1949, Москва, РРФСР, СРСР) — український, російський і молдовський радянський архітектор. Академік (з 1910). Співтворець т. зв. «неоросійського стилю» в архітектурі.

## Життєпис
В Україні за його проєктом побудовано Троїцьку церкву Почаївської Лаври (1906—1912), через що первісний бароковий ансамбль монастиря частково втратив свою привабливість і неповторність[джерело?], і церкву в с. Наталівці на Харківщині в маєтку І. Харитоненка (1908—1912), у традиціях новгородської архітектури ХІІ—ХІІІ століть.
Реставрував собор святого Василія та монастирські будинки в Овручі (1904—1911), за цю працю він 1910 року отримав звання академіка архітектури, спроєктував головний іконостас для Успенського собору та розпис Трапезної церкви Києво-Печерської Лаври (1902—1910), селища для дітей-сиріт на Полтавщині (1910) тощо.
Співавтор створення проєктів відбудови знищених під час Другої світової війни міст, зокрема відбудови Хрещатика в Києві (1944—1945), Головної астрономічної обсерваторії АН УРСР також у Києві (1949) та багато ін.
Автор проєкту й архітектор Мавзолею Леніна у Москві.

## Вулиці
На честь відомого академіка-архітектора названо:
- вулиця Щусєва в мікрорайоні Сирець Шевченківського району міста Києва
- вулиця Щусєва в мікрорайоні Теремно в місті Луцьку
- вулиця Щусєва у місті Кишиневі